# Karl Maria Funck
Karl Maria Wilhelm Funck, auch in der Schreibweise Carl Maria Funck (* 1892 in Remagen; † April 1945), war ein deutscher Landschaftsmaler der Düsseldorfer Schule sowie von 1935 bis 1945 Leiter des Römischen Museums in Remagen.

## Leben
Funck, Sohn des Remagener Apothekers, Sammlers und Museumsleiters Eugen Funck und Neffe des Landschaftsmalers Fritz Westendorp, studierte Malerei an der Kunstakademie Düsseldorf, später unter Moritz Heymann und Hans Baluschek in München sowie bei Willy Jaeckel in Berlin. 1935 übernahm er von seinem Vater die Museumsleitung des Römischen Museums Remagen. Ab dieser Zeit veröffentlichte er in dem Heimatkalender bzw. Jahrbuch des Kreises Ahrweiler verschiedene Aufsätze, 1939 etwa zum Thema Heimatschutz. Funck starb am Ende des Zweiten Weltkriegs. Sein Nachlass aus dem Zeitraum 1938–1944 befindet sich im Rheinischen Landesmuseum Bonn.